# 埃弗里特·彼得·格林伯格
埃弗里特·彼得·格林伯格（英語：Everett Peter Greenberg，1948年11月7日—），美国微生物学家。他主要从事细菌群体感应研究，用光标记研究了菌落规模与群体感应及其相关基因表达的联系。其工作对调控细菌群落有重要的意义。2015年与邦尼·巴斯勒同获邵逸夫生命科学与医学奖。
格林伯格于1970年获贝灵汉的西华盛顿大学生物学学位，1977年在马萨诸塞大学阿默斯特分校获微生物学博士学位。后来成为作为哈佛大学的博士后研究员，之后转入康奈尔大学、艾奥瓦大学任教。自2005年以来，他任教于西雅图华盛顿大学。